# Anuhlada
Anuhlada (Sanskrit अनुह्लाद anuhlāda m.) oder auch Anuhrada (anuhrāda) ist in der indischen Mythologie ein Daitya, Sohn des Dämonenkönigs Hiranyakashipu. Seine Mutter war Kayadhu, eine Danava.
Seine Brüder waren Samhlada, Hlada und Prahlada.
Das Harivamsha nennt als seine Söhne Ayu (आयु āyu), Shibi (शिबि śibi) und Kala (काल kāla).
Dem Mahabharata zufolge verkörperte er sich als Mensch in Dhrishtaketu, dem König von Chedi.